# Eratoidae
Eratoidae zijn een familie van weekdieren uit de klasse van de Gastropoda (slakken).

## Geslachten
- Alaerato C. N. Cate, 1977
- † Archierato Schilder, 1933
- † Bellerato Maxwell, 1992
- Cypraeerato Schilder, 1933
- Erato Risso, 1826
- Eratoena Iredale, 1935
- Eratopsis R. Hoernes, 1880
- † Eratotrivia Sacco, 1894
- Hespererato Schilder, 1933
- Lachryma Gray, 1832
- Notoficula Thiele, 1917
- † Praealaerato Fehse, 2018
- Proterato Schilder, 1927
- Sulcerato Finlay, 1930

### Synoniemen
- Eratoinae Gill, 1871 => Eratoidae Gill, 1871
- † Eratotriviini Schilder, 1936 => Eratoidae Gill, 1871
- † Johnstrupiini Schilder, 1939 => Eratoidae Gill, 1871
- Proerato => Proterato Schilder, 1927